# マラガ (ワイン)

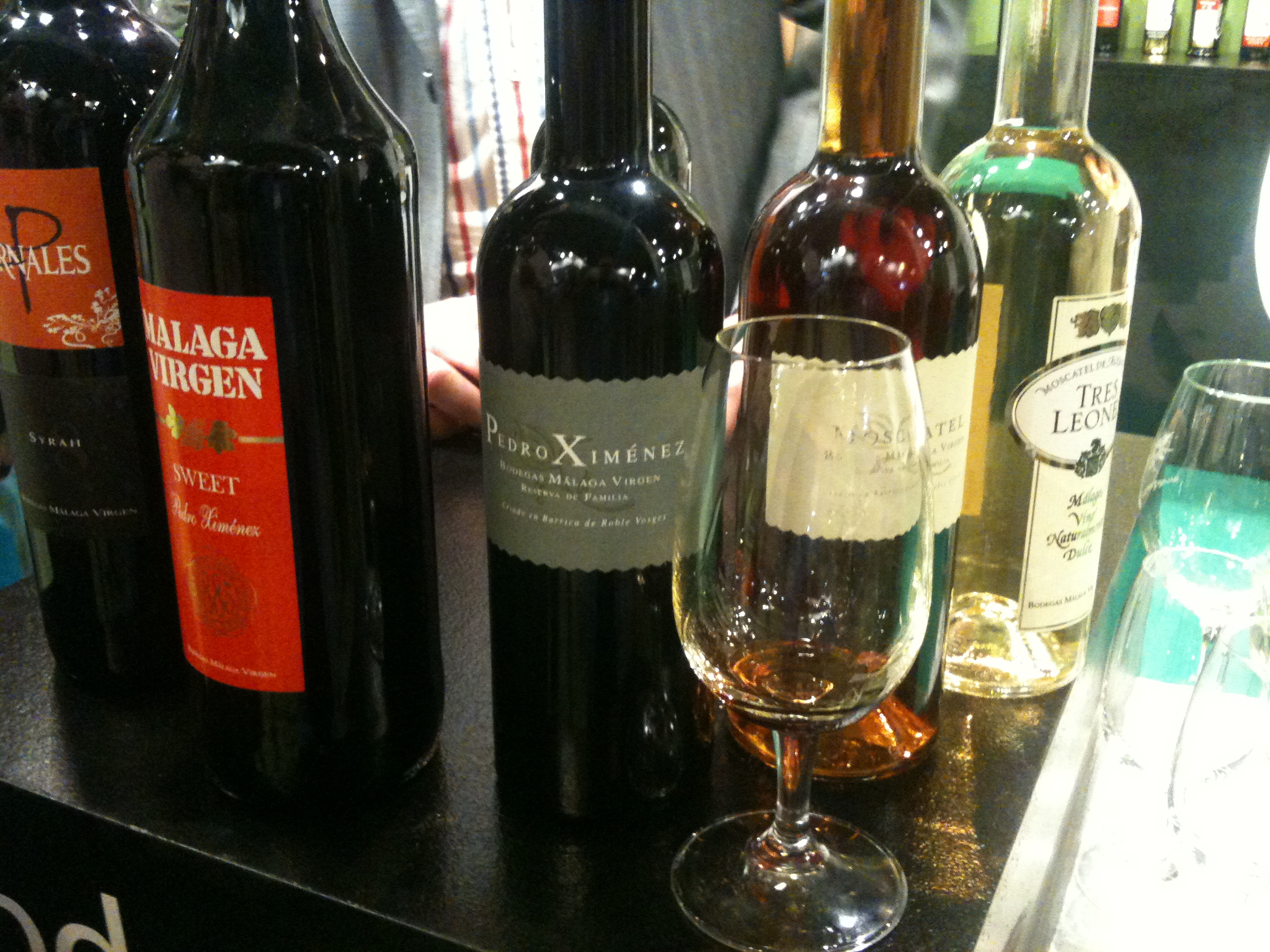
マラガ産ワイン

マラガ (スペイン語: Malaga) は、スペインの都市マラガに起源をもつ甘口酒精強化ワイン。白ブドウ品種のペドロ・ヒメネス種とモスカテル（マスカット）種から生産される。マラガ・ワインとも。

## 産地
マラガ・ワインの生産の中心はアルミハラ山脈山麓であり、アンテケーラ、アルチドーナ、サン・ペドロ・アルカンタラ、ベレス・マラガ、コンペータ、フリヒリアーナなどの自治体である。マラガ市の旧市街にはマラガ・ワイン博物館(Museo del Vino-Málaga)がある。

## 歴史
マラガとその周辺の山々でのワイン生産の歴史はヨーロッパでもっとも古い部類に入る。デザートワインの生産で知られる世界の他産地同様に、時代の趨勢がスティルワインに移った20世紀にはマラガ・ワインの需要が劇的に落ち込み、消滅の危機にさえ瀕していた。しかし、近年には消費者の甘口ワインへの関心が盛り返し、マラガ・ワインは世界のワイン業界での立ち位置を見つけている。

## 品種
この地域では黒白問わず多くの品種が栽培されているが、デザートワインに使用されるのは白のペドロ・ヒメネス種とモスカテル（マスカット）種のみである。